# Pustków (Ozimek)
Pustków (deutsch: Pustkow) ist eine Ortschaft in Oberschlesien. Administrativ liegt sie in der Gemeinde Ozimek (Malapane) im Powiat Opolski (Kreis Oppeln) in der Woiwodschaft Oppeln.

## Geografie
Pustków liegt etwa vier Kilometer nordwestlich vom Gemeindesitz Ozimek (Malapane) und 18 Kilometer östlich von der Kreisstadt und Woiwodschaftshauptstadt Oppeln.

## Geschichte
Der Ort entstand etwa zu Beginn des 19. Jahrhunderts und wurde 1809 erstmals als Pustkow-Häuser erwähnt. Um 1825 war ein Teil des umliegenden Waldes gerodet und Weiden, Wiesen und Ackerflächen wurden angelegt. Das Holz wurde zu Holzkohle verarbeitet und für das Eisenhüttenwerk Malapane verwendet. 1865 war Pustkow als Weiler Teil der Gemeinde Sczedrzik.
Pustkow, das damals zu Sczedrzik gehörte, verblieb nach der Teilung Oberschlesiens beim Deutschen Reich. 1936 wurde der Ort im Zuge einer Welle von Ortsumbenennungen der NS-Zeit in Wüsten umbenannt. Bis 1945 befand sich der Ort im Landkreis Oppeln.
1945 kam der bis dahin deutsche Ort unter polnische Verwaltung und wurde der Woiwodschaft Schlesien angeschlossen. Zum 1. Juni 1948 wurde der Ort ins polnische Pustków umbenannt. 1950 kam der Ort zur Woiwodschaft Oppeln. 1999 kam der Ort zum wiedergegründeten Powiat Opolski.